# Emilio De Feo
Emilio De Feo (Napoli, 12 marzo 1920 – Salerno, 21 settembre 1987) è stato un politico italiano.

## Biografia
Nato a Napoli, ma originario di Omignano, fu un esponente di rilievo della Democrazia Cristiana in Campania.
Dal 1960 al 1971 sedette nel consiglio provinciale della Provincia di Napoli, ricoprendo anche la carica di assessore alle finanze, contenzioso, turismo e sport (1964-1969) e poi ai lavori pubblici (1969-1970).
Alle elezioni regionali del 1970 venne eletto nella I legislatura del Consiglio regionale della Campania, e durante la sua permanenza fu assessore al personale nella giunta regionale di Nicola Mancino, dal 1971 al 1972. Rieletto alle elezioni del 1975, ricoprì gli incarichi di assessore al turismo nella seconda giunta Mancino, dal 1975 al 1976, e presidente del consiglio regionale dal 1979 al 1980, anno in cui venne nuovamente rieletto.
Il 13 agosto 1980 fu proclamato presidente della Regione Campania, carica che mantenne fino al 23 marzo 1983. Gli anni della sua amministrazione si rivelarono particolarmente turbolenti e complicati: dopo due mesi dal suo insediamento, si ritrovò a gestire la difficile fase del post-terremoto in Irpinia, ponendo le basi per la costituzione di un commissariato straordinario del governo per le zone terremotate; inoltre in quel periodo conobbe l'esplosione in Campania del fenomeno terroristico nell'ambito del quale si registrarono, tra gli altri, il sequestro del suo assessore regionale all'urbanistica Ciro Cirillo e l'omicidio del suo assessore regionale alla formazione professionale Raffaele Delcogliano.